# Mayetia
Mayetia (лат.) — род мелких коротконадкрылых жуков-ощупников из подсемейства Pselaphinae (Staphylinidae). Более 170 видов.

## Распространение
Встречаются, главным образом в Голарктике. Эдафический род Mayetia включает более 170 видов, распространенных в основном в западной Палеарктике, а также включая 18 неарктических, один афротропический, три неотропических и один ориентальный вид. Одна из наиболее богатых иберийская фауна Mayetia (Испания и Португалия) включает более 40 видов, описанных в основном из западной части полуострова.

## Описание
Мелкие почвенные коротконадкрылые жуки—ощупники, длина тела около 1 мм (при ширине около 0,15 мм), большинство слепые и неспособные к полёту. Форма тела цилиндрическая, удлинённая и тонкая, и мало похожая на других жуков-ощупников. Основная окраска обычно желтовато-коричневое, глаза сильно редуцированы, усики довольно короткие с толстой одночленистой булавой, ноги довольно короткие.
Личинки рода Mayetia были впервые описаны только в 2009 году и только для Mayetia pearsei. Их личинки отличаются от других описанных личинок жуков-ощупников по следующему сочетанию признаков: выворачивающийся лобный пузырек простой, мешкообразный, с тонкими, плотными конечными сосочками; стеммы отсутствуют; эпикраниальный ствол отсутствует; усики двухчлениковые, второй членик несущий неразветвлённый, удлинённый, выемчатый сенсориум; среднегрудное дыхальце с крупной веретеновидной перитремой; брюшные дыхальца отсутствуют; А9 с V-образной вершинной выемкой между короткими, фиксированными urogomphi. Куколки сходны с куколками европейского пселафина Plectophloeus fischeri наличием удлиненных переднегрудных щетинковидных отростков и шиповидных бугорков, покрывающих усики. Описание куколки может представлять самую маленькую куколку жесткокрылых, описанную на сегодняшний день. Личинки и куколки M. pearsei были обнаружены в июле и августе, тогда как взрослые особи были обнаружены в июле-октябре в суглинистых песках в пойме реки Мерамек, округ Кроуфорд, штат Миссури.
Первые макроптерные и макрофтальмические два вида Mayetia были описаны в 1995 году: Mayetia peruana Orousset, 1995 (Перу) и Mayetia nepalensis Orousset, 1995 (Непал). В 2022 году был описан Mayetia atlantica, третий неотропический и первый бразильский вид Mayetiini Scheerpeltz, 1925 и самый южный представитель рода. Это третий макроптерный и макрофтальмический вид рода, наряду с M. peruana и M. nepalensis.

## Систематика
Более 170 видов. Род был впервые выделен в 1875 году французскими энтомологами Этьеном Мюльсаном (1797—1880) и Клодиусом Рэем (1817—1895) для описанного ими вида Mayetia sphaerifera Mulsant & Rey, 1875. Вместе с африканскими родами Typhloleptodes Jeannel, 1953 и Typhloleptus Jeannel, 1951 включён в состав трибы Mayetiini Winkler, 1925 из надтрибы Euplectitae (ранее или в Bythinoplectinae, или в Faronitae), иногда выделялись в отдельное подсемейство Mayetinae.
Род Mayetia первоначально род был включен в семейство Staphylinidae, и только в 1947 году Орландо Парк перенёс его в состав семейства Pselaphidae. В 1955 году род и триба Mayetiini были включены в подсемейство Faroninae. До 1995 года все представители рода считались реликтовыми видами, высоко приспособленными к эдафической жизни в Средиземноморье, где отсутствуют родственные виды надповченного образа жизни. Все виды рода имеют большое количество гомоплазий вследствие конвергенции с эдафической жизнью: признаки ADA (анофтальмия, депигментация и аптеризм); перетяжка между переднеспинкой и надкрыльями, разграничивающая две области тела, переднюю, образованную головой и переднеспинкой, и другую, заднюю, надкрыльями и брюшком, что позволяет им совершать круговые повороты внутри отверстий в земле; уменьшенный размер и придатки; субцилиндрические формы; отсутствие лопаточного сочленения надкрылий; телескопирование между сегментами брюшка, что позволяет сократить его длину; специализированные сенсорные структуры на усиках и максиллярных щупиках, компенсирующие отсутствие глаз; ультраразвитые структуры эдеагуса; и высокий уровень эндемизма, обитание на очень ограниченных территориях. Зоогеографически, после описания в 1995 году двух макроптерных и макрофтальмических видов Mayetia в Неотропической и азиатской областях, можно проследить их позднее происхождение, до конца триаса, около 200 млн лет назад, когда Пангея начала фрагментироваться. Это объясняет современное распространение вида на юге США (Каролина), Южной Америке (Венесуэла, Колумбия), Европе (Средиземноморский бассейн), Африке (Габон), Азии (Непал) и Японии. Следовательно, происхождение рода Mayetia можно рассматривать в экваториальных тропических лесах того времени; что впоследствии, когда Пангея распалась, они смогли выжить, только приспособившись к строго эдафической жизни в средиземноморских бассейнах нынешних континентов.
- Mayetia acuminata Orousset, 2013[16]
- Mayetia adentisformis Gamarra & Outerelo, 2017[17]
- Mayetia advena Coiffait, 1962[18]
- Mayetia alcazarae Gamarra & Outerelo, 2015[19]
- Mayetia algarvensis Coiffait, 1962[18]
- Mayetia amicorum Hernando, 2005[20]
- Mayetia amplipennis Dodero, 1918
- Mayetia anforiformis Gamarra & Outerelo, 2017
- Mayetia aperta Struyve, 2018[21]
- Mayetia aquilianos Struyve, 2018[21]
- Mayetia argalloensis Struyve, 2018[21]
- Mayetia argensis Coiffait, 1958
- Mayetia armata Outerelo & Gamarra, 2018[22]
- Mayetia atlantica Mário Chaul et Lopes-Andrade, 2022[5]
- Mayetia atomus Saulcy, 1878
- Mayetia ausaensis Coiffait, 1958
- Mayetia balachowskyi Hervé, 1971
- Mayetia bastidea Coiffait, 1962[18]
- Mayetia benitoi Outerelo, 1980
- Mayetia bergognei Hervé, 1971
- Mayetia bicorona Schuster, Marsh & O. Park, 1959[12]
- Mayetia bifurcata Orousset, 2013
- Mayetia biscissa Outerelo & Gamarra, 1992
- Mayetia bonadonai Coiffait, 1955
- Mayetia bordei Orousset, 2013
- Mayetia bossongi Coiffait, 1958
- Mayetia bowmani Schuster, Marsh & O. Park, 1959[12]
- Mayetia bulla Schuster, Marsh & O. Park, 1959
- Mayetia caediferrea Thélot, 1982[23]
- Mayetia caixensis Orousset, 1986
- Mayetia calabra Pace, 1975
- Mayetia cantabrica Outerelo, 1983
- Mayetia carpatica Decu, 1981
- Mayetia carpetana Hernán & Gómez, 1989
- Mayetia cassiana Thélot, 1982[23]
- Mayetia castanetorum Orousset & Dubault, 1984[24]
- Mayetia caurelensis Outerelo, 1977
- Mayetia cauriensis Outerelo & Gamarra, 1988
- Mayetia coiffaiti Hervé, 1962[18]
- Mayetia colasi Coiffait, 1955
- Mayetia collensis Coiffait, 1958
- Mayetia comellinii Orousset, 1986
- Mayetia corsica Saulcy, 1878
- Mayetia curtii Orousset, 1983
- Mayetia cyrnensis Orousset & Dubault, 1984[24]
- Mayetia damryi Orousset, 1990
- Mayetia debilis Coiffait, 1962[18]
- Mayetia delamarei Hervé, 1969
- Mayetia demoflysi Coiffait, 1955
- Mayetia domestica Schuster, Marsh & O. Park, 1959[12]
- Mayetia echinata Orousset, 1985
- Mayetia emeritensis Hernán & Outerelo, 1989
- Mayetia erratica Coiffait, 1958
- Mayetia esgos Struyve, 2018[21]
- Mayetia fagniezi Coiffait, 1955
- Mayetia ferrolensis Struyve, 2018[21]
- Mayetia fistula Schuster, Marsh & O. Park, 1960
- Mayetia fossulata Coiffait, 1958
- Mayetia fouresi Coiffait, 1955
- Mayetia frontera Struyve, 2018[21]
- Mayetia gabonica Coiffait, 1967
- Mayetia galeriensis Coiffait, 1962[18]
- Mayetia galiberti Lavagne, 1916
- Mayetia garganica Pace, 1975
- Mayetia gavarrensis Coiffait, 1962[18]
- Mayetia gemmae Hernán & Gómez, 1990
- Mayetia gesticularia Orousset & Dubault, 1984[24]
- Mayetia gorbeiana Hernando, 2013
- Mayetia graciliphallus Coiffait, 1955
- Mayetia grayae Schuster, 1961
- Mayetia guixolensis Coiffait, 1962[18]
- Mayetia henryi Coiffait, 1958
- Mayetia hervei Coiffait, 1955
- Mayetia hoffmani Coiffait, 1955[25]
- Mayetia holcartensis Orousset & Dubault, 1984
- Mayetia iborensis Gamarra & Outerelo, 2017[26]
- Mayetia ilousensis Vit, 1979[27]
- Mayetia invernadoiroensis Outerelo, 1978
- Mayetia ishiiana Nomura & Naomi, 1997
- Mayetia issolensis Coiffait, 1962[18]
- Mayetia istriensis Breit, 1911
- Mayetia italica Pace, 1977
- Mayetia jarrigei Coiffait, 1955
- Mayetia jeanneli Coiffait, 1955
- Mayetia jolyi Hervé, 1965
- Mayetia judsoni Schuster, 1961
- Mayetia kabyliana Coiffait, 1955
- Mayetia landaiformis Outerelo, 1978
- Mayetia laneyriei Coiffait, 1955
- Mayetia langei Schuster, Marsh & O. Park, 1960
- Mayetia laroucensis Struyve, 2018[21]
- Mayetia lavagnei Peyerimhoff, 1926
- Mayetia leenhardti Orousset & Dubault, 1984[24]
- Mayetia leporina Orousset, 2008
- Mayetia levasseuri Coiffait, 1955
- Mayetia ligur Pace, 1977
- Mayetia lordelensis Struyve, 2018[21]
- Mayetia lorensis Struyve, 2018[21]
- Mayetia lousensis Vit, 1979[27]
- Mayetia lucens Coiffait, 1955
- Mayetia lunensis Pace, 1977
- Mayetia madeloca Coiffait, 1962[18]
- Mayetia manerensis Coiffait, 1962
- Mayetia maremmana Orousset, 1985
- Mayetia maritima Coiffait, 1955
- Mayetia martelensis Coiffait, 1958
- Mayetia matzenaueri Bernhauer, 1912
- Mayetia maurettensis Hervé, 1964
- Mayetia mayeti Orousset, 2013[16]
- Mayetia mendocinoensis Schuster, Marsh & O. Park, 1960
- Mayetia mesodentata Gamarra & Outerelo, 2017[28]
- Mayetia minguezae Outerelo, 1977
- Mayetia minhoensis Coiffait, 1962[18]
- Mayetia minima Coiffait, 1955
- Mayetia molloensis Coiffait, 1958
- Mayetia monilis Coiffait, 1955
- Mayetia moredensis Outerelo, 1977
- Mayetia moscosoensis Outerelo, 1976
- Mayetia nepalensis Orousset, 1995
- Mayetia nevesi Jarrige, 1949
- Mayetia nicaeensis Coiffait, 1955
- Mayetia normandi Coiffait, 1955
- Mayetia ochsi Coiffait, 1955
- Mayetia olotensis Coiffait, 1976
- Mayetia oreina Orousset, 1989
- Mayetia ortunoi Outerelo & Gamarra, 1994
- Mayetia outereloi Gómez & Hernán, 1990
- Mayetia pearsei Schuster, Marsh & O. Park, 1959[12]
- Mayetia peraledensis Gamarra & Outerelo, 2017
- Mayetia perezi Gómez & Hernán, 1992
- Mayetia perezinigoi Outerelo, 1980
- Mayetia perisi Outerelo, 1975
- Mayetia perpusilla Normand, 1909
- Mayetia perroti Coiffait, 1955
- Mayetia persegaria Thélot, 1982[23]
- Mayetia perthusiensis Coiffait, 1962[18]
- Mayetia peruana Orousset, 1985
- Mayetia pravitas Schuster, Marsh & O. Park, 1960
- Mayetia presai Outerelo, 1977
- Mayetia priaranza Struyve, 2018[21]
- Mayetia pubiventris Hervé, 1964
- Mayetia pumilio Orousset & Dubault, 1984[24]
- Mayetia putahensis Schuster, 1961
- Mayetia pyrenaica Coiffait, 1965
- Mayetia ramon Novoa & Baselga, 2002
- Mayetia raneyi Schuster, Marsh & O. Park, 1960
- Mayetia rasensis Coiffait, 1958
- Mayetia raymondi Orousset, 1990
- Mayetia realensis Coiffait, 1962[18]
- Mayetia reali Orousset, 1989
- Mayetia regalis Coiffait, 1962[18]
- Mayetia revelieri Orousset, 1990
- Mayetia ruficollensis Thélot, 1982[23]
- Mayetia schaeferi Coiffait, 1966
- Mayetia scobina Schuster, Marsh & O. Park, 1960
- Mayetia simplex Coiffait, 1955
- Mayetia sintrensis Coiffait, 1962[18]
- Mayetia skeeteri Royce & Kistner, 1970
- Mayetia smithi Schuster, 1961
- Mayetia solarii Coiffait, 1955
- Mayetia sotoensis Struyve, 2018[21]
- Mayetia sphaerifera Mulsant & Rey, 1875
- Mayetia spiniphallus Coiffait, 1955[14]
- Mayetia strigosa Orousset, 1985
- Mayetia subfagniezi Coiffait, 1962[18]
- Mayetia subhervei Coiffait, 1962[18]
- Mayetia subhoffmanni Hervé, 1964
- Mayetia suidensis Struyve, 2018[21]
- Mayetia tamega Coiffait, 1962[18]
- Mayetia tarraconensis Coiffait, 1976
- Mayetia tentudiensis Outerelo & Gamarra, 1987
- Mayetia tibialis Orousset & Dubault, 1984[24]
- Mayetia torneiros Struyve, 2018[21]
- Mayetia tossensis Coiffait, 1962[18]
- Mayetia tridentigera Orousset & Dubault, 1984[24]
- Mayetia tronqueti Orousset, 2013[16]
- Mayetia turneri Schuster, Marsh & O. Park, 1959[12]
- Mayetia uma Struyve, 2018[21]
- Mayetia valinasensis Gamarra & Outerelo, 2015[29]
- Mayetia valleti Hervé, 1972
- Mayetia venezuelica Decu, 1991[30]
- Mayetia veraensis Gómez & Outerelo, 1990[31]
- Mayetia vicina Coiffait, 1962[18]
- Mayetia vicoensis Coiffait, 1962[18]
- Mayetia vigoensis Struyve, 2018[21]
- Mayetia vouga Coiffait, 1962[18]
- Mayetia walkeri Schuster, Marsh & O. Park, 1960
- Mayetia zaballosi Outerelo & Gamarra, 1986[32]